# Sonja Eichwede
Sonja Eichwede (ur. 25 października 1987 w Bremie) – niemiecka polityk i prawniczka, działaczka Socjaldemokratycznej Partii Niemiec (SPD), deputowana do Bundestagu (od 2021).

## Życiorys
W 2005 roku uzyskała amerykański dyplom szkoły średniej w Watertown (Dakota Południowa), a w 2007 roku zdała egzamin maturalny w Bremie w Kippenberg-Gymnasium. Następnie studiowała prawo na Uniwersytecie Eberharda Karola w Tybindze, gdzie w 2010 roku przebywała na stypendium Erasmus na Uniwersytecie w Oslo.
Po ukończeniu studiów odbyła aplikację prawniczą (2013–2015) przy Wyższym Sądzie Krajowym w Bremie. W jej trakcie odbyła m.in. praktyki w Sądzie Krajowym w Bremie, Prokuraturze w Bremie, niemieckiej ambasadzie w Nairobi (Kenia), kancelarii Raue LLP w Berlinie oraz Stałym Przedstawicielstwie Niemiec przy ONZ w Nowym Jorku. W 2016 roku odbyła staż w Radzie Europy w Strasburgu w dziale ds. prawa i polityki praw człowieka. Następnie w latach 2016–2018 była regionalną dyrektorką SPD Brandenburgia dla okręgu Brandenburg an der Havel i Havelland, odpowiedzialną za organizację kampanii wyborczych – najpierw dla Franka-Waltera Steinmeiera, a później dla prof. Erardo Rautenberga.
W latach 2018–2020 pracowała jako pracowniczka naukowa w biurze poselskim Dagmar Ziegler. Równocześnie w latach 2017–2019 prowadziła zajęcia jako wykładowczyni z zakresu prawa policyjnego i urzędniczego w Wyższej Szkole Ekonomii i Prawa w Berlinie, szkoląc kandydatki i kandydatów do wyższego stopnia służby w policji. Należy do SPD, a od 2018 roku zasiada w zarządzie partii w Brandenburg an der Havel. Jest członkinią wspierającą Amnesty International, WWF Niemcy, Europa-Union Deutschland, a także organizacji młodzieżowych: Junge Europäische Föderalisten (JEF) i Junge DGAP. Pełni także funkcję zastępczyni członka kuratorium Forum Recht.
Od 2020 roku pracuje jako sędzia w sądownictwie powszechnym w Brandenburgii, w okręgu sądowym Neuruppin. Po wyborach do Bundestagu w 2021 roku, w których po raz pierwszy uzyskała mandat posłanki, jej urząd sędziowski został zawieszony. W przedterminowych wyborach w 2025 roku z powodzeniem ubiegała się o reelekcję.

## Życie prywatne
Jest protestantką, ma jedno dziecko.